# Федеральная служба исполнения наказаний
Федера́льная слу́жба исполне́ния наказа́ний (ФСИН России) — федеральный орган исполнительной власти России, осуществляющий функции по контролю и надзору в сфере исполнения уголовных наказаний в отношении осужденных, функции по содержанию лиц, подозреваемых либо обвиняемых в совершении преступлений, и подсудимых, находящихся под стражей, их охране и конвоированию, а также функции по контролю за поведением лиц, освобожденных условно-досрочно от отбывания наказания, условно осужденных и осужденных, которым судом предоставлена отсрочка отбывания наказания, и по контролю за нахождением лиц, подозреваемых либо обвиняемых в совершении преступлений, в местах исполнения меры пресечения в виде домашнего ареста и за соблюдением ими наложенных судом запретов и (или) ограничений. ФСИН была создана по указу президента от 9 марта 2004 года № 314. На 2020 год в системе ФСИН работало более 225 тысяч сотрудников.
Структура ФСИН состоит из Центрального аппарата, территориальных органов в субъектах России, а также напрямую подчиняющихся территориальным органам учреждений. Центральный аппарат возглавляет назначаемый президентом директор. С ноября 2021 года эту должность занимает Аркадий Гостев. Аппарат состоит из 15 управлений. В его подчинении находятся несколько специальных учреждений, включая центральный узел связи, научно-исследовательские институты, медико-санитарные части. Всего, по состоянию на 2023 год, в стране действовало 872 учреждения для содержания заключённых: 204 следственных изолятора, 642 исправительные колонии, 8 тюрем, 17 колоний для несовершеннолетних. Официальная вместимость учреждений ФСИН — 714 253 человека. На 2021 год заполненность учреждений составляла 67 %.
ФСИН остаётся одной из самых закрытых и непрозрачных государственных структур в стране. Работа ведомства практически не регулируется представителями гражданского общества, включая наблюдателей и правозащитников. В учреждениях ФСИН фиксируют систематические нарушения прав человека (пытки, избиения, изнасилования, унижения человеческого достоинства) и коррупционные правонарушения. Отсутствие контроля ФСИН над постпенитенциарной реабилитацией не способствует заявленному «перевоспитанию» заключённых и приводит к росту повторных преступлений.

## История

### Тюремное управление в Российской Империи
Становление тюремной системы в России началось с покорения Сибири. Начиная с 1560-х годов осуждённых на каторгу начали использовать как бесплатную рабочую силу для экономического и политического развития государства. К 1645 году на ссылку в Сибирь отправили около 1500 заключённых, и вплоть до начала XIX века в среднем в Сибирь отправляли чуть больше двух тысяч человек в год.
В 1802 году для управления тюремной системой было создано Министерство внутренних дел Российской империи. Официально его целью было не только наказание, но и исправление преступников. Однако имперская система уголовно-исполнительного наказания имела ряд серьёзных проблем: повсеместно применялись пытки, заключённые содержались в неудовлетворительных условиях, их труд использовался без регламента и контроля. По этим причинам правительство решило реформировать систему. В рамках проводимых реформ в 1879 году было создано Главное тюремное управление Российской империи (ГТУ), вошедшее в состав Министерства внутренних дел. В 1895 году ведомство перешло в состав Министерства юстиции. Главными задачами ГТУ было сотрудничество с тюремными инспекциями на местах с целью реформировать пенитенциарную систему. Вскоре были упразднены смирительные работные дома, арестантские роты и долговые тюрьмы, были отменены и телесные наказания — одна из самых распространённых форм наказания, начиная с XVI века. К этому моменту в Сибирь было этапировано около миллиона ссыльных и каторжных.
В советское время Министерство юстиции было переименовано в Наркомат юстиции (НКЮ), а Главное тюремное управление Российской империи — в Главное управление местами заключения (ГУМЗ). Гражданская война 1918—1921 года привела к полной потере контроля центрального аппарата над местными тюрьмами. По этой причине вместо ГУМЗ был создан Центральный карательный отдел (ЦКО). В основу нового ведомства было положено два основных принципа новой тюремной политики: самоокупаемость и полное перевоспитание заключённых. Также обязательной стала работа для всех здоровых заключённых. Одновременно с этим было создано дополнительное учреждение в составе НКВД — Отдел принудительных работ (ОПР). К 1922 году система мест заключения функционировала за счёт трёх основных организаций: НКВД, ВЧК и Центропленбежа. К этому времени количество заключённых составляло 50 000. Условия содержания в большинстве мест заключения были крайне тяжёлыми: заключённые массово голодали, вольнонаёмный персонал увольнялся, а оставшиеся отказывались работать. В 1922 году почти все места заключения были переведены на местные средства и самоокупаемость под ведением НКВД. Часть подследственных находилась в арестных помещениях Главного управления рабоче-крестьянской милиции НКВД. Для их управления было создано Главное управление мест заключения (ГУМЗ). Вскоре система была передана в ОГПУ.
В середине 1929 года Политбюро ЦК КПСС постановило использовать принудительный труд заключённых для развития народного хозяйства СССР. Под началом ОГПУ стали создавать сети трудовых лагерей, куда отправляли всех заключённых, осуждённых на срок от 3 лет. Трудовые лагеря были оборудованы для длительного пребывания — они включали бараки-общежития для заключённых, столовые, помещения для отдыха, бани, прачечные. Их создавали преимущественно в отдалённых регионах с суровым климатом, где советское правительство вело масштабное строительство или занималось добычей полезных ископаемых. Для руководства сетью лагерей весной 1930 года было создано Главное управление исправительно-трудовых лагерей (ГУЛАГ). К первому января 1934 года в ведении ГУЛАГ находилось 14 исправительно-трудовых лагерей, включая Ухтпечлаг, Бамлаг, Дмитровлаг и другие. На 1 января 1934 года в лагерях находилось более полумиллиона человек, а к 1935 году — более миллиона. Помимо этого, в ведение ГУЛАГа были переданы все спецпереселенцы, осуждённые во время массовой коллективизации и раскулачивания.
В 1954 году, после смерти Сталина, все колонии и тюрьмы были переданы в ведение региональных структур. В 1960 году ГУЛАГ был официально ликвидирован, а трудовые лагеря были преобразованы в колонии. Их использовали для заключения политических заключённых и советских диссидентов. В 1960—1980-х годах местами заключения руководили Главное управление исправительно-трудовых учреждений и Главное управление лесных исправительно-трудовых учреждений МВД СССР. Одновременно с этим в стране создавали дополнительные исправительно-трудовые учреждения для содержания осуждённых «за инакомыслие».
На момент распада СССР все тюрьмы и колонии находились исключительно в ведении МВД. Для их управления в 1992 году было образовано Главное управление исполнения наказаний (ГУИН). Одновременно росла и преступность — тюрьмы переполнились задержанными, а условия содержания ухудшались. В 1994-м все пенитенциарные ведомства стали подчиняться одной структуре — МВД РФ.

### Создание ФСИН
В 1996 году Россия вступила в Совет Европы. Одним из основных условий членства было проведение реформы судебно-правовой системы для соответствия международным нормам и стандартам. Для этого был ратифицирован ряд Европейских конвенций: Европейскую конвенцию по предупреждению пыток и бесчеловечного или унижающего достоинства обращения или наказания, Конвенцию о защите прав человека и основных свобод, Европейскую конвенцию о взаимной правовой помощи по уголовным делам, Конвенцию об отмывании, выявлении, изъятии и конфискации доходов от преступной деятельности и о финансировании терроризма.
Другим условием стала передача всех институтов и учреждений исполнения наказаний от Министерства внутренних дел под контроль Министерства юстиции. Согласно международным экспертам, такая реформа обеспечивает более надежные гарантии соблюдения норм законности и прав человека, поскольку она разделяет органы, ответственные за задержание и расследование, от ведомств, осуществляющих надзор за заключенными. Передача пенитенциарной системы Минюсту состоялась 31 августа 1998 года. На уголовно-исполнительную систему был возложен ряд новых функций — конвоирование, розыск и задержание бежавших преступников, медицинское обеспечение, исполнение наказаний без изоляции осуждённого от общества и иных мер уголовно-правового воздействия.
В 2004 году была создана Федеральная служба исполнения наказаний в составе Министерства юстиции. Положение о ФСИН было утверждено 13 октября 2004 года. В 2008 году в ведение ФСИН перешли психиатрические больницы (стационары) специализированного типа с интенсивным наблюдением (ЛИУ и ЛПУ).
Однако, несмотря на формальные преобразования, тюремные учреждения были по-прежнему перенаселены и недофинансированы, при этом наблюдались систематические нарушения прав заключённых. По мнению правозащитников, это было связано и с тем, что, несмотря на формальный переход УИС под ведомство Минюста, на практике система по-прежнему управлялась выходцами из МВД и ФСБ. Например, в 2009—2012 годах ФСИН возглавлял генерал-полковник МВД Александр Реймер; в 2012—2019 годах — генерал-полковник ФСБ Геннадий Корниенко, а с 2021 года — генерал-полковник МВД Аркадий Гостев.
В ходе российского вторжения в Украину, согласно расследованию WSJ, начальник УФСИН России по Санкт-Петербургу и Ленинградской области Игорь Потапенко приказал подчиненным «быть жестокими» с украинскими пленными и применять к ним насилие. Сотрудники в других регионах получили подобные распоряжения.

## Правовая основа
ФСИН создана на основании указов Президента Российской Федерации в 2004 году, выпущенных в рамках реформы органов исполнительной власти. Правовая база службы регулируется нормативными актами на разном уровне. Каждый нормативный акт регулирует свою сферу правовых отношений, что создает сложности при их трактовке — зачастую эти документы могут противоречить друг другу. Основными нормативными актами являются:
- Указ Президента РФ от 13 октября 2004 года № 1314 «Вопросы Федеральной службы исполнения наказаний»
- Указ Президента РФ от 9 марта 2004 № 314 «О системе и структуре государственных органов исполнительной власти»
- Закон РФ от 21 июля 1993 года № 5473-1 «Об учреждениях и органах, исполняющих уголовные наказания в виде лишения свободы»
- Постановление Верховного Совета РФ от 23 декабря 1992 года № 420-1 «Об утверждении Положения о службе в органах внутренних дел Российской Федерации и текста Присяги сотрудника органов внутренних дел Российской Федерации»
- Приказ Минюста России от 6 июня 2005 года № 76 «Об утверждении Инструкции о порядке применения Положения о службе в органах внутренних дел Российской Федерации в учреждениях и органах уголовно-исполнительной системы»

Задачи ФСИН включают в себя:
- исполнение в соответствии с законодательством Российской Федерации уголовных наказаний, содержание под стражей лиц, подозреваемых либо обвиняемых в совершении преступлений, и подсудимых;
- контроль над поведением осуждённых к наказаниям и мерам уголовно-правового характера без изоляции от общества;
- обеспечение охраны прав, свобод и законных интересов осуждённых и лиц, содержащихся под стражей;
- обеспечение правопорядка и законности в учреждениях, исполняющих уголовные наказания в виде лишения свободы (далее — учреждения, исполняющие наказания), и в следственных изоляторах, обеспечение безопасности содержащихся в них осуждённых, лиц, содержащихся под стражей, а также работников уголовно-исполнительной системы, должностных лиц и граждан, находящихся на территориях этих учреждений и следственных изоляторов;
- охрану и конвоирование осуждённых и лиц, содержащихся под стражей, по установленным маршрутам конвоирования, конвоирование граждан Российской Федерации и лиц без гражданства на территорию Российской Федерации, а также иностранных граждан и лиц без гражданства в случае их экстрадиции;
- создание осуждённым и лицам, содержащимся под стражей, условий содержания, соответствующих нормам международного права, положениям международных договоров Российской Федерации и федеральных законов;
- организацию деятельности по оказанию осуждённым помощи в социальной адаптации;
- управление территориальными органами ФСИН России и непосредственно подчинёнными учреждениями;
- решение задачи по обеспечению безопасности заключённых, сотрудничающих со следствием, осуществляется также в рамках программы защиты свидетелей, действующей в соответствии с Федеральным законом «О государственной защите потерпевших, свидетелей и иных участников уголовного судопроизводства»[44].

Для осуществления стоящих перед службой задач ФСИН наделена следующими полномочиями:
- Обеспечение:
  1. правопорядка и законности в учреждениях, исполняющих наказания, и следственных изоляторах, а также безопасности лиц, находящихся на их территориях
  2. безопасности объектов уголовно-исполнительной системы, а также органов Минюста России
  3. точного и безусловного исполнения приговоров, постановлений и определений судов в отношении осуждённых и лиц, содержащихся под стражей
  4. установленного порядка исполнения наказаний и содержания под стражей, исполнения режимных требований в учреждениях, исполняющих наказания, и следственных изоляторах и надзор за осуждёнными и лицами, содержащимися под стражей
  5. исполнения международно-правовых обязательств Российской Федерации по передаче осуждённых в государства их гражданства и по экстрадиции
  6. правовой, социальной защиты и личной безопасности работников уголовно-исполнительной системы и членов их семей
  7. условий содержания осуждённых и лиц, содержащихся под стражей, в учреждениях, исполняющих наказания, и следственных изоляторах
  8. функционирования и развития сети открытой и шифрованной связи, предоставления телекоммуникационных услуг осуждённым и лицам, содержащимся под стражей;
  9. привлечения осуждённых к труду и создание условий для их моральной и материальной заинтересованности в результатах труда
- Осуществляет:
  1. направление осуждённых к месту отбывания наказания, их размещение, а также перевод осуждённых и лиц, содержащихся под стражей, из одних учреждений, исполняющих наказания, и следственных изоляторов в другие в порядке, установленном законодательством Российской Федерации;
  2. меры по обеспечению сотрудников уголовно-исполнительной системы оружием и специальными средствами, по соблюдению правил оборота оружия в уголовно-исполнительной системе в порядке, установленном Правительством Российской Федерации;
  3. медико-санитарное обеспечение осуждённых и лиц, содержащихся под стражей, надзор за исполнением санитарного законодательства Российской Федерации, а также применение к осуждённым принудительных мер медицинского характера и обязательного лечения;
  4. подготовку материалов о нежелательности пребывания (проживания) в Российской Федерации иностранных граждан и лиц без гражданства, освобождаемых из мест лишения свободы, для представления в Минюст России;
  5. разрешительные, контрольные и надзорные функции в области промышленной безопасности на производственных объектах уголовно-исполнительной системы;
  6. функции государственного заказчика, в том числе в области государственного оборонного заказа, в порядке, установленном законодательством Российской Федерации;
  7. пенсионное обеспечение лиц, уволенных со службы из уголовно-исполнительной системы, а также членов их семей;
  8. материально-техническое обеспечение деятельности учреждений и органов уголовно-исполнительной системы, предприятий учреждений, исполняющих наказания, а также иных предприятий и учреждений, специально созданных для обеспечения деятельности уголовно-исполнительной системы;
  9. ведомственную экспертизу обоснования инвестиций в строительство, проектной документации на реконструкцию и строительство объектов уголовно-исполнительной системы, а также на капитальный ремонт зданий и сооружений;
  10. полномочия собственника в отношении федерального имущества, переданного учреждениям и органам уголовно-исполнительной системы, предприятиям учреждений, исполняющих наказания, а также иным предприятиям и учреждениям, специально созданным для обеспечения деятельности уголовно-исполнительной системы, в соответствии с законодательством Российской Федерации;
  11. контроль деятельности учреждений и органов уголовно-исполнительной системы, а также контроль над соблюдением законности и обеспечением прав осуждённых и лиц, содержащихся под стражей;
  12. охрану учреждений и органов уголовно-исполнительной системы, осуждённых и лиц, содержащихся под стражей;
  13. охрану психиатрических больниц (стационаров) специализированного типа с интенсивным наблюдением Федерального агентства по здравоохранению и социальному развитию, обеспечение безопасности находящихся на их территориях лиц, сопровождение и охрану лиц, которым назначено принудительное лечение в указанных больницах (стационарах), при переводе их в другие аналогичные больницы (стационары), а также в случае направления их в иные учреждения здравоохранения для оказания медицинской помощи;
  14. организацию в пределах своей компетенции специальных перевозок осуждённых и лиц, содержащихся под стражей, их конвоирование и охрану на период конвоирования;
  15. разработку и реализацию мер по обеспечению пожарной безопасности, предупреждению и тушению пожаров на объектах учреждений и органов уголовно-исполнительной системы;
  16. меры по обеспечению мобилизационной подготовки и мобилизации, а также по проведению мероприятий гражданской обороны, повышению устойчивости работы ФСИН России, её территориальных органов, учреждений, исполняющих наказания, и следственных изоляторов в условиях военного времени и при возникновении чрезвычайных ситуаций в мирное время;
  17. справочно-информационное обеспечение учреждений и органов уголовно-исполнительной системы и ведение единого банка данных по вопросам, касающимся деятельности уголовно-исполнительной системы;
  18. координацию деятельности образовательных и научно-исследовательских учреждений, подведомственных ФСИН России, в соответствии с законодательством Российской Федерации;
  19. эксплуатацию, техническое обслуживание и охрану имущества уголовно-исполнительной системы, а также необходимые меры по его сохранению и рациональному использованию;
  20. меры по организации рассмотрения предложений, заявлений и жалоб осуждённых и лиц, содержащихся под стражей;
  21. организацию бухгалтерского и статистического учёта в уголовно-исполнительной системе, контроль над целесообразностью проводимых финансовых и хозяйственных операций и их соответствием законодательству Российской Федерации, организацию экономного и эффективного расходования бюджетных средств;
  22. договорную и претензионную работу;
  23. разработку и установление обязательных требований в области технического регулирования к оборонной продукции (работам, услугам), поставляемой учреждениям и органам уголовно-исполнительной системы по государственному оборонному заказу, а также к процессам её проектирования (включая изыскания), производства, строительства, монтажа, наладки, эксплуатации, хранения, перевозки, реализации и утилизации;
- Принимает участие:
  1. в подготовке материалов, необходимых для рассмотрения ходатайств осуждённых о помиловании;
  2. в разработке и проведении правовой экспертизы проектов законодательных и иных нормативных правовых актов, касающихся деятельности уголовно-исполнительной системы, по поручению Минюста России;
  3. в разработке федеральных программ развития и укрепления уголовно-исполнительной системы;
  4. в порядке, установленном законодательством Российской Федерации, в разработке специальной техники, специальных средств, используемых в уголовно-исполнительной системе, а также осуществляет их закупку, хранение, ремонт и списание;
- организует:
  1. общее и начальное профессиональное образование и профессиональное обучение, а также заочное и дистанционное обучение осуждённых в образовательных учреждениях среднего и высшего профессионального образования;
  2. выполнение размещённых на предприятиях и собственном производстве учреждений, исполняющих наказания, заказов на поставки продукции, товаров для государственных нужд;
  3. взаимодействие территориальных органов ФСИН России с территориальными органами других федеральных органов исполнительной власти, органами государственной власти субъектов Российской Федерации, органами местного самоуправления, правоохранительными органами, а также с общественными и религиозными объединениями;
  4. осуществляемую учреждениями уголовно-исполнительной системы оперативно-розыскную деятельность в соответствии с законодательством Российской Федерации;
  5. проведение с осуждёнными и лицами, содержащимися под стражей, воспитательной работы, направленной на их исправление;
  6. взаимодействие со средствами массовой информации и редакционно-издательскую деятельность в целях выполнения задач, возложенных на уголовно-исполнительную систему;
  7. кадровое обеспечение центрального аппарата ФСИН России, её территориальных органов, учреждений, исполняющих наказания, и следственных изоляторов, профессиональную подготовку, переподготовку, повышение квалификации и стажировку кадров;
  8. работу по комплектованию, хранению, учёту и использованию архивных документов, связанных с деятельностью ФСИН России, а также делопроизводство в соответствии с законодательством Российской Федерации;
  9. подготовку материалов для докладов Министра юстиции Российской Федерации Президенту Российской Федерации и Правительству Российской Федерации о состоянии работы по исполнению уголовных наказаний, обеспечению условий содержания осуждённых и лиц, содержащихся под стражей, а также по соблюдению законности и прав человека в учреждениях, исполняющих наказания, и следственных изоляторах;
  10. исполнение актов об амнистии и помиловании;
- создаёт, реорганизует и ликвидирует предприятия учреждений, исполняющих наказания, в соответствии с законодательством Российской Федерации;
- осуществляет функции главного распорядителя средств федерального бюджета, предусмотренных на содержание уголовно-исполнительной системы и реализацию возложенных на неё функций;
- осуществляет функции государственного заказчика по капитальному строительству, реконструкции и капитальному ремонту объектов уголовно-исполнительной системы, а также по жилищному строительству;
- запрашивает и получает в установленном порядке сведения, необходимые для принятия решений по вопросам, относящимся к установленной сфере деятельности;
- организует приём граждан, обеспечивает своевременное и в полном объёме рассмотрение их устных и письменных обращений по вопросам, касающимся деятельности уголовно-исполнительной системы, принятие по ним соответствующих решений и направление ответов в установленный законодательством Российской Федерации срок;
- осуществляет иные функции в установленной сфере деятельности, если такие функции предусмотрены федеральными конституционными законами, федеральными законами, актами Президента Российской Федерации и Правительства Российской Федерации.

## Финансирование

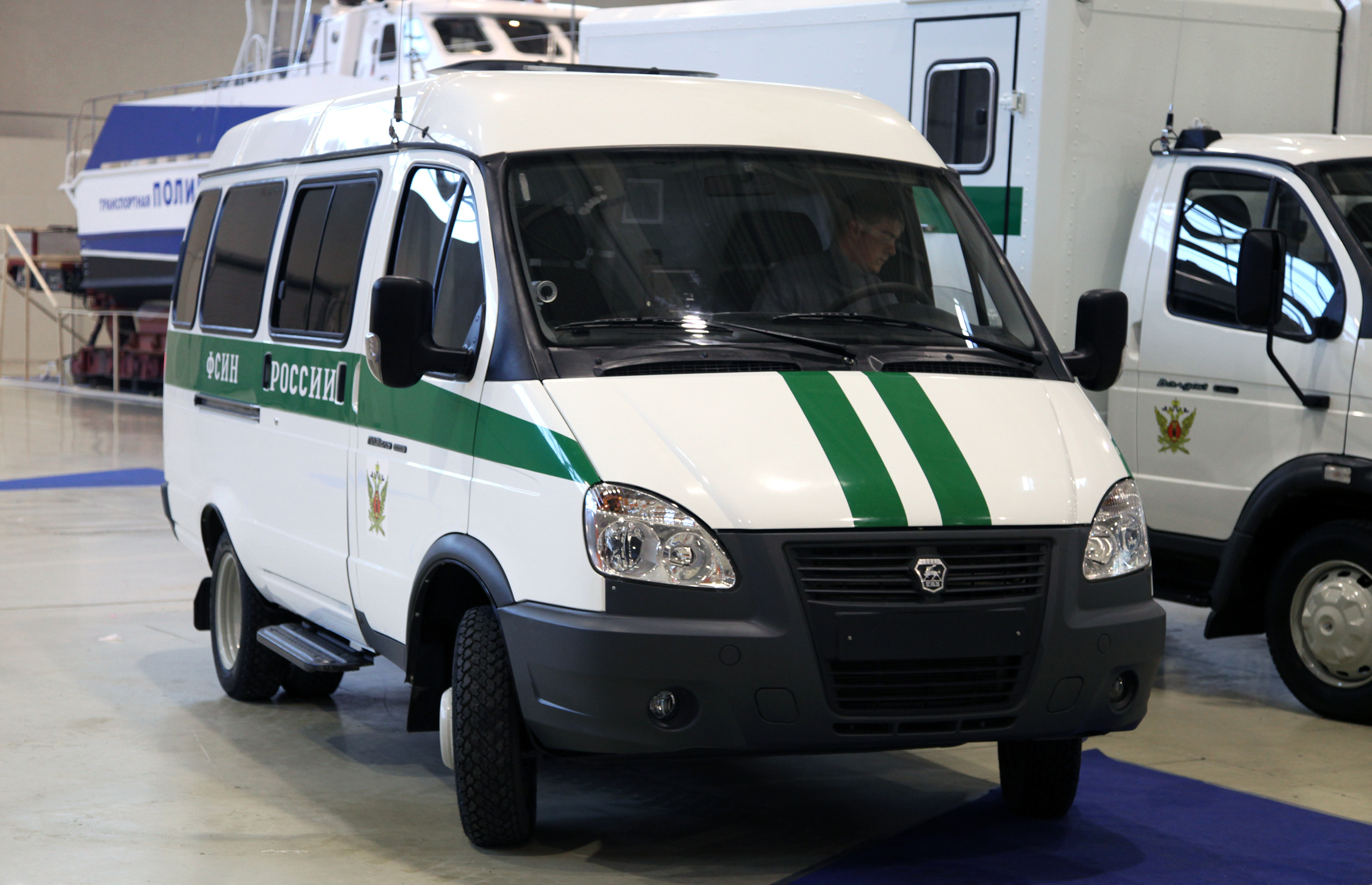
Цветовая раскраска служебных автомобилей ФСИН России.
На фото — автомобиль «Газель», 2012 год

ФСИН функционирует как «государство в государстве» и имеет отдельную службу здравоохранения, транспортную систему, систему образования, а также схему торговли товарами. Детальная информация об экономике ФСИН недоступна для общественности. Поэтому большинство информации о внутреннем устройстве системы поступает благодаря работе правозащитников и журналистов.
Россия занимает первое место среди европейских стран по выделяемому на пенитенциарную систему бюджету — он составляет примерно 1,5 % от общих государственных расходов. При этом в период с 2003 по 2015 годы бюджет ведомства вырос почти в 7 раз. По состоянию на 2017 год ФСИН занимало 6-ю строку по объёму бюджетных расходов среди всех министерств и ведомств России. В 2023 году правительство России планировало потратить на финансирование ФСИН 232,4 млрд рублей. Помимо государственных субсидий, финансирование ФСИН осуществляется за счёт доходов от производственных предприятий, работающих в исправительных колониях. В 2016 году доход от производства составил 50 млрд рублей.
Согласно расследованиям журналистов, бо́льшая часть бюджетных средств (около 67 %-75 %) тратится на зарплаты, пенсии и премии сотрудников ФСИН. Также средства тратят на строительство и ремонт новых учреждений — бо́льшая часть зданий исправительных колоний была возведена в сталинские годы и нуждается в ремонте.
Общие годовые расходы ФСИН на питание заключённых составляют около 50 млрд рублей в год. При этом на одного заключённого ведомство тратит в 50 раз меньше среднеевропейского уровня. За счёт использования труда заключённых система самостоятельно производит большую часть продуктов питания в своих подсобных хозяйствах — курятниках, свинарниках, коровниках и парниках, расположенных прямо на территориях колоний.

## Структура
Структура ФСИН состоит из Центрального аппарата, территориальных органов в субъектах России, а также учреждений, которые подчиняются напрямую территориальным органам. Центральный аппарат возглавляет назначаемый президентом России директор. С ноября 2021 года эту должность занимает Аркадий Гостев. Директору службы разрешено иметь шесть заместителей, в том числе одного первого заместителя. Заместители директора также назначаются на должность и освобождаются от неё указом президента. Аппарат состоит из 15 управлений. В его подчинении находятся несколько специальных учреждений (в том числе Федеральное автономное учреждение «Научно-производственное объединение уголовно-исполнительной системы» (ФАУ НПО УИС), включая центральный узел связи, научно-исследовательские институты, медико-санитарные части.
Ведущую роль в управлении системой исполнения наказаний играют территориальные органы. Они делятся на главные управления (ГУФСИН), управления и отделы по субъектам Российской Федерации. На 2024 год в стране действует 85 территориальных органов, которые осуществляют непосредственную организацию деятельности более чем 1000 учреждений, исполняющих уголовные наказания. Как правило это следственные изоляторы, предприятия, научно-исследовательские инспекции, уголовно-исполнительные инспекции, арестные дома, дисциплинарные воинские части и иные учреждения. Роль территориальных органов ФСИН заключается в надзоре над исправительными учреждениями и следственными изоляторами, организации и осуществлении розыскной деятельности, обеспечении жизнедеятельности осуждённых и сотрудников, а также создание надлежащих условий для отбывания наказания осуждённым и обеспечение воспитательной, социальной и психологической работы. Надзор за деятельностью органов ФСИН России осуществляет прокуратура по надзору за соблюдением законов в исправительных учреждениях.
Также в структуру ФСИН входит созданная в 1999 году «Объединённая редакция ФСИН России». Редакция занимается изданием журналов «Преступление и наказание» и «Ведомости уголовно-исполнительной системы», газеты «Казённый дом», а также различной служебной и справочно-нормативной литературы ФСИН.
По состоянию на 2023 год в стране действовало 872 учреждения для содержания заключённых. Из них 204 составили СИЗО, 642 — исправительные колонии, 8 — тюрьмы, 17 — колонии для несовершеннолетних. Официальная вместительность учреждений ФСИН — 714 253. На 2021 год заполненность учреждений составляла 67 %.
- Юрий Иванович Калинин, генерал-полковник внутренней службы (15 декабря 2004 г., № 1555 — 3 августа 2009 г., № 898);
- Александр Александрович Реймер, генерал-полковник внутренней службы (3 августа 2009 г., № 899 — 25 июня 2012 г., № 885);
- Геннадий Александрович Корниенко, генерал-полковник внутренней службы (25 июня 2012 г., № 886 — 30 сентября 2019 г., № 474);
- Александр Петрович Калашников, генерал-лейтенант (8 октября 2019 г., № 486);[57].
- Аркадий Александрович Гостев, генерал внутренней службы (с 25 ноября 2021 г., № 675)[58].

- Бояринев Валерий Геннадьевич, генерал-полковник внутренней службы, первый заместитель директора (с 4 июля 2022 г., № 422), заместитель (8 июня 2015 г. — 4 июля 2022 г., № 422)[59];
- Матвеенко Александр Витальевич, генерал-лейтенант внутренней службы (с 26 сентября 2022 г., № 666)[60];
- Розин Александр Николаевич, генерал-лейтенант внутренней службы (с 31 октября 2022 г., № 781);
- Степаненко Рустам Алиевич, генерал-лейтенант внутренней службы (с 21 августа 2017 г.);

Центральный аппарат ФСИН России имеет 18 управлений, которые исполняют свои полномочия по основным направлениям службы:
1. Главное оперативное управление
2. Управление собственной безопасности
3. Управление планирования и организационно-аналитического обеспечения
4. Управление инженерно-технического и информационного обеспечения, связи и вооружения
5. Управление делами
6. Правовое управление
7. Управление воспитательной, социальной и психологической работы
8. Управление следственных изоляторов центрального подчинения
9. Управление организации исполнения наказаний, не связанных с изоляцией осужденных от общества
10. Управление исполнения приговоров и специального учёта
11. Управление режима и надзора
12. Управление охраны и конвоирования
13. Управление кадров
14. Финансово-экономическое управление
15. Управление тылового обеспечения
16. Управление капитального строительства, недвижимости, эксплуатации и ремонта
17. Управление организации производственной деятельности и трудовой адаптации осужденных
18. Управление организации медико-санитарного обеспечения

- Главное управление по обеспечению деятельности оперативных подразделений
- Главный центр инженерно-технического обеспечения и связи
- Центр государственного имущества и жилищно-бытового обеспечения
- Научно-исследовательский институт информационных технологий
- Научно-исследовательский институт
- Управление автотранспорта
- Главный клинический центр медицинской и социальной реабилитации
- Центральная база материально-технического и военного снабжения
- Центральная нормативно-техническая лаборатория
- 7 следственных изоляторов центрального подчинения
- Центр обеспечения учебно-воспитательной работы
- Образовательные организации высшего образования
- 3 санатория
- Объединённая редакция
- Главный центр гигиены и эпидемиологии
- Федеральные унитарные предприятия ФСИН России

- Федеральное казённое образовательное учреждение высшего образования (ФКОУ ВО) «Санкт-Петербургский университет Федеральной службы исполнения наказаний» (Университет ФСИН России), г. Санкт-Петербург
- ФКОУ ВО «Академия права и управления Федеральной службы исполнения наказаний» (Академия ФСИН России), г. Рязань
  - Псковский филиал ФКОУ ВО «Академия права и управления Федеральной службы исполнения наказаний», (Псковский филиал Академии ФСИН), г. Псков.
- ФКОУ ВО «Владимирский юридический институт Федеральной службы исполнения наказаний» (ВЮИ ФСИН России), г. Владимир.
- ФКОУ ВО «Вологодский институт права и экономики Федеральной службы исполнения наказаний» (ВИПЭ ФСИН России), г. Вологда
- ФКОУ ВО «Воронежский институт Федеральной службы исполнения наказаний» (ВИ ФСИН России), г. Воронеж
- ФКОУ ВО «Кузбасский институт Федеральной службы исполнения наказаний», (КИ ФСИН России) г. Новокузнецк, Кемеровская область
- ФКОУ ВО «Пермский институт Федеральной службы исполнения наказаний» (ПИ ФСИН России) г. Пермь
- ФКОУ ВО «Самарский юридический институт Федеральной службы исполнения наказаний». (СЮИ ФСИН России) г. Самара

- 74 учебных центра и пункта;
- Дальневосточный межрегиональный учебный центр ФСИН России
- Кировский институт повышения квалификации работников ФСИН России
- Санкт-Петербургский институт повышения квалификации работников ФСИН России
- Томский институт повышения квалификации работников ФСИН России
- «Научно-исследовательский институт Федеральной службы исполнения наказаний»;
- «Научно-исследовательский институт информационных и производственных технологий» (с 3 филиалами).

### Спецподразделения ФСИН
В состав каждого территориального управления ФСИН входят отделы специального назначения (ОСН). Они были созданы 13 ноября 1990 года согласно приказу министра внутренних дел СССР Вадима Бакатина для борьбы против банд «уголовников». В то время по стране прокатилась волна бунтов в колониях, нередко сопряжённых с захватом заложников, при этом подавлять бунты силами солдат срочной службы из внутренних войск МВД не удавалось в связи с низким моральным духом и слабой дисциплиной. В частности, подавить бунт в Сухумском СИЗО в 1990 году удалось только при участии управления «А» Седьмого управления КГБ СССР. Отделы специального назначения ФСИН появились раньше, чем подразделения типа СОБР.
Основные задачи отделов специального назначения — поддержание правопорядка в исправительных учреждениях и следственных изоляторах, обеспечение безопасности работников уголовно-исполнительной системы и их семей, а также защита осужденных и лиц, находящихся на территориях исправительных учреждений. Подобные отряды занимаются предотвращением любых массовых беспорядков и актов неповиновения, совершаемых как осуждёнными, так и арестованными; занимаются розыском и задержанием беглых преступников, участвуют в операциях по освобождению заложников в учреждениях и следственных изоляторах. Также они помогают другим силовым ведомства при проведении оперативно-розыскных мероприятий и реализации оперативных материалов, участвуют в конвоировании осужденных и охране объектов уголовно-исполнительной системы.
Деятельность ОСН регулируется в соответствии с положениями Закона Российской Федерации от 21 июля 1993 года № 5473-1 «Об учреждениях и органах, исполняющих уголовные наказания в виде лишения свободы». Согласно этому закону, бойцы ОСН имеют право применять табельное оружие непосредственно на территориях учреждений, исполняющих наказания; следственных СИЗО; в пределах режимной территории; в охраняемых учреждениях (например, в больницах для осуждённых) и при конвое (с определёнными ограничениями). В то же время сотрудники ОСН также имеют право применять табельное оружие и в ходе проведения антитеррористических операций под руководством Национального антитеррористического комитета (согласно Федеральному закону от 6 марта 2006 года № 35-ФЗ «О противодействии терроризму»).
Отделы ФСИН с декабря 1994 года участвовали в командировках на Северный Кавказ в рамках Первой и Второй чеченских войн. Многие из них участвовали в разных контртеррористических операциях, а некоторые даже приняли участие в боях за Грозный. К 2012 году более 3 тысяч из них были награждены государственными наградами, а 8 человек получили звание «Герой Российской Федерации» (шесть из них — посмертно). Девиз спецподразделений ФСИН — «В единстве — сила».
- «Сатурн» — отдел специального назначения УФСИН России по г. Москве (образован 29 апреля 1992 года)[68][69];
- «Тайфун» — базовый отдел специального назначения УФСИН России по Санкт-Петербургу и Ленинградской области (образован 20 февраля 1991 года)[70];
- «Кондор» — отдел специального назначения УФСИН России по Республике Адыгея (образован 7 июля 1991 года)[71];
- «Эдельвейс» — отдел специального назначения УФСИН России по Республике Алтай (образован 5 апреля 1991 года)[72];
- «Смерч» — отдел специального назначения УФСИН России по Республике Башкортостан (Башкирия) (образован 27 февраля[73] или 3 апреля 1991 года)[68];
- «Байкал» — отдел специального назначения УФСИН России по Республике Бурятия (образован 11 июля 1991 года)[74];
- «Орёл» — отдел специального назначения УФСИН России по Республике Дагестан (образован 11 ноября 1992 года)[68][75];
- «Вулкан» — отдел специального назначения УФСИН России по Республике Кабардино-Балкария (образован 26 февраля 1993 года)[76];
- «Гюрза» — отдел специального назначения УФСИН России по Республике Калмыкия (образован 2 октября 1992 года)[68][77];
- «Лавина» — отдел специального назначения ОФСИН России по Карачаево-Черкесской Республике (образован 5 июля 2010 года)[78];
- «Гранит» — отдел специального назначения УФСИН России по Республике Карелия (образован 7 июля 1993 года)[68][79];
- «Сапсан» — отдел специального назначения УФСИН России по Республике Коми (образован 11 марта 1993 года)[68][80];
- «Вектор» — отдел специального назначения УФСИН России по Республике Крым (образован 24 сентября 2014 года)[81];
- «Ястреб» — отдел специального назначения УФСИН России по Республике Марий Эл (образован 22 января 1992 года)[82]
- «Гепард» — отдел специального назначения УФСИН России по Республике Мордовия (образован 27 апреля 1993 года)[83][84];
- «Булат» — отдел специального назначения УФСИН России по Республике Северная Осетия (образован 20 октября 1991 года)[85];
- «Барсы» — отдел специального назначения УФСИН России по Республике Татарстан (образован 17 января 1991 года)[68];
- «Ирбис» — отдел специального назначения УФСИН России по Республике Тыва (образован 6 июня 1991 года)[68];
- «Кречет» — отдел специального назначения УФСИН России по Удмуртской Республике (образован 1 июля 1991 года)[86];
- «Омега» — отдел специального назначения УФСИН России по Республике Хакасия (образован 6 ноября 1991 года)[68][87];
- «Грозный» — отдел специального назначения УФСИН России по Чеченской Республике (образован 1 сентября 2003 года)[88];
- «Страж» — отдел специального назначения УФСИН России по Чувашской Республике — Чувашии (образован в июле[89] или 6 августа 1991 года)[68];
- «Белый медведь» — отдел специального назначения УФСИН России по Республике Саха (Якутия) (образован 29 марта 1991 года)[90]
- «Легион» — отдел специального назначения УФСИН России по Алтайскому краю (образован 17 апреля 1991 года)[91];
- «Кодар» — отдел специального назначения УФСИН России по Забайкальскому краю (образован 26 февраля 1991 года)[68];
- «Беркут» — отдел специального назначения УФСИН России по Камчатскому краю (образован 31 марта 1993 года)[68];
- «Акула» — базовый отдел специального назначения УФСИН России по Краснодарскому краю (образован 4 марта 1991 года)[92];
- «Медведь» — отдел специального назначения ГУФСИН России по Пермскому краю (образован 6 февраля 1991 года)[93];
- «Лидер» — отдел специального назначения УФСИН России по Приморскому краю (образован 22 августа 1992 года)[68][94];
- «Рубеж» — отдел специального назначения УФСИН России по Ставропольскому краю (образован в январе[95] или 1 марта 1992 года)[68];
- «Амур» — отдел специального назначения УФСИН России по Хабаровскому краю (образован 31 января 1991 года)[96];
- «Восток» — отдел специального назначения УФСИН России по Амурской области (образован 31 января 1992 года)[97];
- «Сивуч» — отдел специального назначения УФСИН России по Архангельской области (образован 19 августа 1991 года)[98][99];
- «Скорпион» — отдел специального назначения УФСИН России по Астраханской области (образован 7 июня 1991 года)[71];
- «Сокол» — отдел специального назначения УФСИН России по Белгородской области (образован 17 октября 1991 года)[100];
- «Торнадо» — отдел специального назначения УФСИН России по Брянской области (образован 11 июня 1991 года)[71];
- «Мономах» — отдел специального назначения УФСИН России по Владимирской области (образован 21 июня 1991 года)[71];
- «Барс» — отдел специального назначения УФСИН России по Волгоградской области (образован 13 марта 1991 года)[101];
- «Викинг» — отдел специального назначения УФСИН России по Вологодской области (образован 23 июля 1991 года)[102];
- «Скиф» — отдел специального назначения УФСИН России по Воронежской области (образован 13 мая 1991 года)[103];
- «Ураган» — отдел специального назначения УФСИН России по Ивановской области (образован 4 января 1991 года)[71];
- «Ураган» — отдел специального назначения УФСИН России по Иркутской области (образован 18 июня 1991 года)[104];
- «Бастион» — отдел специального назначения УФСИН России по Калининградской области (образован 6 марта 1991 года)[68][105];
- «Гром» — отдел специального назначения УФСИН России по Калужской области (образован 23 сентября 1991 года)[71];
- «Кедр» — отдел специального назначения УФСИН России по Кемеровской области (образован 29 января[106] или 9 мая 1991 года)[68];
- «Алмаз» — отдел специального назначения УФСИН России по Кировской области (образован 1 марта 1991 года)[107];
- «Гроза» — отдел специального назначения УФСИН России по Костромской области (образован 7 июня 1992 года)[71];
- «Мираж» — отдел специального назначения УФСИН России по Курганской области (образован 31 июля 1991 года)[108];
- «Барс-2» — отдел специального назначения УФСИН России по Курской области (образован 15 января 1993 года)[71];
- «Титан» — отдел специального назначения УФСИН России по Липецкой области (образован 6 января 1991 года)[71];
- «Полярный волк» — отдел специального назначения УФСИН России по Магаданской области (образован 27 мая 1991 года)[68];
- «Факел» — базовый отдел специального назначения УФСИН России по Московской области (образован 30 мая 1991 года)[109];
- «Айсберг» (до 2003 года — «Рысь») — отдел специального назначения УФСИН России по Мурманской области (образован 11 июля 1991 года)[110];
- «Берсерк» — отдел специального назначения УФСИН России по Нижегородской области (образован 4 марта 1991 года)[68][111];
- «Русич» — отдел специального назначения УФСИН России по Новгородской области (образован 13 ноября 1991 года)[112];
- «Корсар» — отдел специального назначения ГУФСИН России по Новосибирской области (образован 14 сентября 1991 года)[68];
- «Викинг» — отдел специального назначения УФСИН России по Омской области (образован 12 февраля 1991 года)[68];
- «Сармат» — отдел специального назначения УФСИН России по Оренбургской области (образован 29 декабря 1990 года)[113];
- «Ягуар» — отдел специального назначения УФСИН России по Орловской области (образован 13 августа 1992 года)[71];
- «Фобос» — отдел специального назначения УФСИН России по Пензенской области (образован 28 июня 1991 года)[114][115];
- «Зубр» — отдел специального назначения УФСИН России по Псковской области (образован 13 ноября 1991 года)[116][117];
- «Мангуст» (до 2004 года — «Росна») — отдел специального назначения ГУФСИН России по Ростовской области (образован 20 февраля 1991 года)[118];
- «Росич» — отдел специального назначения УФСИН России по Рязанской области (образован 30 июля 1991 года)[71];
- «Мангуст» — отдел специального назначения ГУФСИН России по Самарской области (образован 22 июня 1991 года)[119];
- «Орион» — отдел специального назначения УФСИН России по Саратовской области (образован 5 сентября 1991 года)[68][120];
- «Россы» — отдел специального назначения УФСИН России по Свердловской области (образован 14 января 1991 года)[121]
- «Феникс» — отдел специального назначения УФСИН России по Смоленской области (образован 14 сентября 1991 года)[71];
- «Вепрь» — отдел специального назначения УФСИН России по Тамбовской области (образован 17 апреля 1993 года)[71];
- «Рысь» — отдел специального назначения УФСИН России по Тверской области (образован 26 марта 1991 года)[71];
- «Утёс» — отдел специального назначения УФСИН России по Томской области (образован 12 апреля 1991 года)[122];
- «Гриф» — отдел специального назначения УФСИН России по Тульской области (образован 4 декабря 1993 года)[71];
- «Град» — отдел специального назначения УФСИН России по Тюменской области (образован 18 марта 1991 года)[123];
- «Шквал» — отдел специального назначения УФСИН России по Ульяновской области (образован 1 марта 1991 года)[124];
- «Урал» — отдел специального назначения ГУФСИН России по Челябинской области (образован 9 января 1991 года)[125];
- «Штурм» — отдел специального назначения УФСИН России по Ярославской области (образован 19 августа 1991 года)[71];
- «Север» — отдел специального назначения УФСИН России по Ханты-Мансийскому автономному округу — Югре (образован 9 сентября 1999 года)[68][91];
- «Росомаха» — отдел специального назначения УФСИН России по Ямало-Ненецкому автономному округу[126];
- «Тень» — отдел специального назначения УФСИН России по Еврейской автономной области (образован 26 февраля 1993 года)[68][127].

## Статистика
| Год  | Общая численность заключённых | Доля заключённых на 100 тыс. населения |
| ---- | ----------------------------- | -------------------------------------- |
| 2000 | 1 060 404                     | 729                                    |
| 2002 | 980 151                       | 675                                    |
| 2004 | 847 004                       | 588                                    |
| 2006 | 823 403                       | 577                                    |
| 2008 | 883 436                       | 622                                    |
| 2010 | 864 197                       | 609                                    |
| 2012 | 755 651                       | 528                                    |
| 2014 | 677 287                       | 471                                    |
| 2016 | 646 085                       | 448                                    |
| 2018 | 602 176                       | 416                                    |
| 2020 | 523 928                       | 363                                    |
| 2021 | 472 226                       | 327                                    |
| 2022 | 468 237                       | 324                                    |
| 2023 | 433 000                       | 300                                    |

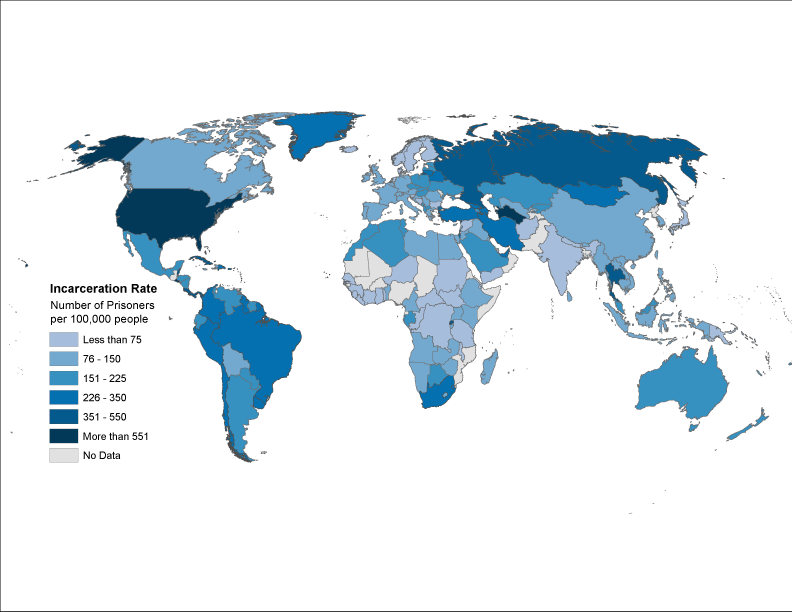
Цветовая дифференциация стран в зависимости от числа заключенных на сто тысяч населения, 2016 год

Россия традиционно лидирует по количеству заключённых на душу населения среди европейских стран. На 2023 год страна занимала четвёртое место по этому показателю. На 1 января 2023 год общая численность заключённых составила 433 тысячи человек.
При этом с 2006 года общее число осуждённых постепенно снижается. Так, с 2010 по 2021 год расчёте на душу населения количество заключённых в России уменьшилось на 38,1 %. С началом пандемии коронавируса исследователи сокращение составило 40 000 или 7,9 %. В 2021 году показатель по стране составил 328 заключённых на душу населения (или всего 482 832), при этом средний показатель среди европейских стран в тот год составлял 102,5 заключённых. Средний срок лишения свободы в России на 2020 год составлял 29 месяцев (среди европейских стран — 12,4 месяца).
Доля женщин среди заключённых колеблется в пределах 8-12 %. В 2022 году из 340 000 заключённых 30 000 составляли женщины. На конец 2022 года в российских колониях проживало более 300 детей. При этом точное количество беременных заключённых неизвестно.
Россия лидирует среди европейских стран по показателям смертности и количеству самоубийств среди заключённых. Так, с 2003 по 2015 год процент смертности вырос на 20 % из расчёта на 10 тысяч человек. В 2017 году Совет Европы зафиксировал в России наиболее высокий уровень смертности и самоубийств среди заключенных. В 2019 году ФСИН отчиталась, что с 2014 года смертность среди российских заключённых снизилась на 30 %. По сравнению с 2018-м, в 2019 году произошло снижение на 11,1 % (с 3071 умершего в 2017 году до 2729 — в 2018 году). При этом смертность от туберкулёза снизилась на 38,6 % (43 человека), от ВИЧ-ассоциированных заболеваний — на 24,2 % (696 человек), от сердечно-сосудистых заболеваний — на 1,5 % (673), от онкозаболеваний — на 5,9 % (303). Однако после 2019 года показатель смертности среди заключённых снова вырос. В 2020 году в местах лишения свободы умерло около 2,5 тысячи человек или почти каждый 200-й осуждённый. В основном — мужчины в возрасте от 20 до 50 лет. В 2020 году средний уровень смертности в тюрьмах стран Совета Европы составил 27 случаев на 10 тысяч заключённых, в России этот показатель был около 47 смертей.

## Критика

### Закрытость системы
ФСИН остаётся одной из самых закрытых и непрозрачных структур в стране. Работа ведомства практически не регулируется представителями гражданского общества, включая наблюдателей и правозащитников. Так, несмотря на то, что законодательно журналисты могут посещать места лишения свободы, на практике это право практически не работает. При этом начиная с 2023 года на фоне войны на Украине и привлечения заключённых к боевым действиям ФСИН практически перестала обновлять статистику.
Подобная закрытость приводит к тому, что внутри системы продолжаются нарушения прав человека — пытки, избиения, давления, изнасилования, унижения человеческого достоинства. Отсутствие института постпенитенциарной реабилитации приводит к росту повторных преступлений и способствуют распространению криминальной активности.

### Коррупция
Расследования журналистов указывают на значительную долю коррупции в системе ФСИН. Совместное исследование Transparency International и журналистов «Новой газеты» показало, что около 40 % заключённых работают на тюремных производствах, производя не только продукты, но и все товары первой необходимости — матрасы, подушки, тапочки, посуду. Впоследствии эти товары, производство которых оплачиваются из государственных средств, продаются компаниям-контрагентам, которые по форме являются коммерческими организациями, а по факту — подразделениями ФСИН. При этом ведомство самостоятельно устанавливает цены, зачастую превышающие среднюю рыночную цену. Дополнительные доходы достаются тюремному начальству и компаниям-контрагентам. В то же время из-за закрытости системы проверки сторонними ведомствами проходят только раз в несколько лет.
По мнению экспертов организации «Русь Сидящая», коррупция проникла во все сферы работы ФСИН. Так, за взятки заключённые могут использовать мобильные телефоны, быть переведены в более комфортные камеры, закупать наркотики или «неположенные» продукты, а также «выкупить» себе должность, наличие которой важно впоследствии для одобрения ходатайства об УДО. Помимо этого сотрудники администрации колоний «распиливают» бюджетные средства на ремонт помещений и проводят его на деньги заключённых. Также существуют схемы с субподрядами, когда головное подразделение ФСИН оплачивает строительные работы подчинённому ему подразделению (ФГУП), которое заключает субподрядные договоры и покупает материалы у единственного поставщика. Фактический подрядчик, также в рамках госзакупок, платит выше рыночной стоимость за выполнение работ или поставку материалов.
ФСИН занимает одну из лидирующих позиций по числу выявленных Счётной палатой нарушений. Одним из громких коррупционных скандалов последних лет стало уголовное преследование бывшего главы ФСИН Александра Реймера. В 2015 году он был задержан по обвинению в мошенничестве при закупке электронных браслетов для арестантов. Ему вменялось хищение на 1,3 млрд рублей. В 2017 году он был приговорён к 8 годам лишения свободы, однако уже в 2020 был освобождён по УДО, но позже по апелляции прокуратуры это решение было отменено.
Другое крупное дело касается коррупционного скандала со строительством изолятора «Кресты-2». Новое СИЗО должно было открыться в 2014 году и стать самым современным в России. Однако сдача объекта задержалась практически на четыре года. В 2017 году началось расследование коррупции при строительстве СИЗО. Следствие выявило, что гендиректор компании-подрядчика «Петроинвест» Руслан Хамхоков за пять лет выплатил около 400 млн рублей экс-заместителю начальника регионального управления ФСИН Сергею Мойсеенко за «общее покровительство». При этом бывший заместитель директора ФСИН России Николай Баринов получил от коммерсантов 110 млн руб. В 2018 году был задержан Олег Коршунов — заместитель директора ФСИН. Он обвинялся в получении взяток и растрате бюджетных средств в размере более 157 млн руб. в 2015—2016 годах. По версии Генпрокуратуры, Коршунов с коллегами создавал искусственные препятствия для участия в торгах других бизнесменов. В результате ФСИН заключало госконтракты по завышенной стоимости с «нужными» фирмами. За это Коршунов был осуждён на девять лет заключения. В июле 2019 года по приговору Гагаринского суда Москвы Коршунов был также признан виновным в хищении 263 млн рублей при реализации госконтракта по пошиву обуви. В 2023 году Коршунову вынесли ещё один обвинительный приговор на 16 лет за хищение 94 млн рублей при строительстве СИЗО в Симферополе.
В мае 2023 года экс-замглавы ФСИН Валерий Максименко был признан виновным в злоупотреблении полномочиями и получении взятки в особо крупном размере. Ему назначили 9 лет в виде лишения свободы в с отбыванием в исправительной колонии строгого режима. Помимо этого, Максименко должен заплатить 43 миллиона рублей штрафа, также его лишили звания и наград. В 2018—2019 годах Максименко заключил несколько незаконных контрактов и получал за них взятки на сумму более 2,2 миллиона рублей.
Подобные расследования велись и в отношении глав областных управлений ФСИН. Так, в 2022 году было закончено расследование коррупции в тюменском областном управлении ФСИН. Руководитель обвинялся в получении крупных взяток. В 2023 году был вынесен приговор в отношении бывшего начальника отряда по воспитательной работе ФКУ ИК-2 в Астраханской области. По версии следствия, в 2021 году он получил от родственников трёх осуждённых более 80 тысяч рублей. За эти деньги обвиняемый обещал подготовить материалы для поощрения заключенных и непривлечения их к дисциплинарной ответственности за нарушение условий режима содержания и правил внутреннего распорядка дня. Фигуранту назначено наказание в виде 5,5 лет лишения свободы с отбыванием в исправительной колонии строгого режима. В 2019 году был задержан руководитель ГУ ФСИН по Ростовской области Муслим Даххаев за подозрение в коррупции. В 2022 году стало известно о задержании заместителя начальника управления собственной безопасности ФСИН Иркутской области, обвиняемого во взятке в 10 млн рублей.

### Избиения, пытки и смерти
Российские правозащитники отмечают, что пытки в российских тюремных учреждениях являются системным явлением и регулярно применяются в отношении задержанных практически в каждом регионе страны. Полиция использует их для получения признательных показаний или любой другой необходимой информации в рамках расследования. Информация о пытках становится известной благодаря адвокатам и правозащитникам.
Одним из самых громких дел начала 2000-х стала смерть аудитора Сергея Магнитского в 2009 году. До этого Магнитский заявлял о масштабной схеме хищения бюджетных средств российскими чиновниками. В 2008 году Магнитский был заключён под стражу в СИЗО «Матросская тишина», а в 2009-м — переведён в Бутырскую тюрьму. Всё это время он жаловался на неоказание медицинской помощи администрациями СИЗО и систематическое нарушение прав человека. Магнитский умер за семь дней до истечения одногодичного срока, в течение которого его могли законно удерживать без решения суда. В акте о смерти было записано, что Магнитский умер от токсического шока и острой сердечной недостаточности. В графе «диагноз» указан острый панкреатит и закрытая черепно-мозговая травма. Однако впоследствии, когда дело рассматривалось в Тверском суде, представитель «Матросской Тишины» представил акт, в котором информации о травме уже не было. Смерть Магнитского вызвала широкий международный резонанс и стала поводом для принятия в 2012 году в США и позднее в Канаде «Закона Магнитского», который ввёл персональные санкции в отношении лиц, ответственных за нарушение прав человека и принципа верховенства права в России.
В 2016 году стало известно о систематических пытках Ильдара Дадина — оппозиционного активиста, ставшего первым в России осуждённым за неоднократное нарушение правил проведения митингов и пикетов. По словам Дадина, в сегежской колонии ИК-7 он подвергался жестоким пыткам и истязаниям. Впоследствии управление ФСИН по Карелии подтвердило применение физической силы к Дадину.
В феврале 2018 года в питерском СИЗО умер изобретатель и бизнесмен Валерий Пшеничный. Пшеничный проходил обвиняемым в уголовном деле о хищении денег на гособоронзаказе — строительстве подводной лодки серии «Варшавянка». Изобретателя нашли подвешенным в камере, откуда перед этим одновременно под разными предлогами вывели его соседей. ФСИН настаивала на версии о самоубийстве, а близкие бизнесмена обвиняли тюремщиков в том, что у Пшеничного случился инсульт, а ему не оказали помощь. Судебные медики установили, что Пшеничный подвергся пыткам: перед смертью его изнасиловали, во рту были обнаружены метки от электротравмы, нанесённые шнуром от кипятильника, позвоночник был сломан, а на теле были резаные и колотые раны. Причиной смерти эксперты называют тупую травму шеи и асфиксию. На февраль 2022 года следствие по делу о гибели Пшеничного продолжалось.
В 2017 году в интернете были опубликованы видеозаписи с пытками заключённых в ярославской ИК-1. Фигурант одной из записей, Евгений Макаров, после пережитых пыток умер в больнице Рыбинска. На одном из видео осуждённых прогоняют через строй избивающих их сотрудников ФСИН. После публикации роликов было возбуждено уголовное дело по статье 286 УК «Превышение должностных полномочий». Вскоре выяснилось, что пытки носили систематический характер, а видео снимались сотрудниками в качестве отчёта для начальства. В 2018 году 17 участников избиения заключенного ярославской колонии № 1 Евгения Макарова были отстранены от исполнения обязанностей, а заместитель начальника колонии Иван Калашников был отправлен под домашний арест. Дело получило широкий общественный резонанс. В результате председатель Совета Федерации Валентина Матвиенко предложила разделить функции ФСИН по контролю и охране — с перевоспитанием и социализацией, которыми должна заниматься гражданская служба. 31 июля 2018 года директор ФСИН Геннадий Корниенко, в ходе совещания с руководителями и личным составом территориальных органов ФСИН, также осудил пытки в ярославской колонии. В феврале 2019 года были задержаны и отправлены под домашний арест бывший начальник ИК-1 Дмитрий Николаев и его заместитель по безопасности и оперативной работе Игит Михайлов. В 2022 году девять сотрудников ИК-1 получили реальные сроки.
В 2020 году стало известно, что лидер ультраправого движения «Реструкт» Максим Марцинкевич (также известный как «Тесак») погиб в челябинском СИЗО. ГУФСИН по Челябинской области сообщило, что Марцинкевич покончил с собой. По словам адвоката Алексея Михальчика, Марцинкевич жаловался на пытки и принуждение к даче показаний. Михальчик заявил, что у него есть «очень серьёзные сомнения» в том, что Марцинкевич сам свёл счёты с жизнью в исправительном учреждении.
В 2020 году осуждённые Иркутской колонии подняли бунт из-за регулярных избиений со стороны сотрудников. Родственники заключённых с 2013 года обращались к правозащитникам с рассказами о пытках — по их словам, сотрудники ФСИН регулярно избивали и насиловали заключённых. После подавления бунта появились сообщения о новых пытках заключённых, в том числе в виде помещения в анальное отверстия кипятильника, которого впоследствии включали прямо в прямой кишке. Впоследствии выяснилось, что администрация колонии рекрутировала других заключённых, чтобы те пытали других заключённых с целью получения нужной информации. В 2023 году пятерых заключённых, избивавших других осужденных и применявших к ним сексуализированное насилие, приговорили к срокам до 11 лет колонии.
В 2021 году осуждённый оппозиционер Алексей Навальный распространил заявления о требовании допуска к нему лечащего врача и прекращении к нему «пыток бессонницей». В ответ на заявление жены Навального секретарь президента России Дмитрий Песков объяснил ситуацию с ежечасным пробуждением Навального в колонии как «проявление дисциплины и порядка в исправительном учреждении». Впоследствии по отношению к Навальному применяли жестокое обращение, силу, отказ в обеспечении медицинской помощи, постоянное помещение в штрафные изоляторы.
5 октября 2021 года основатель Gulagu.net Владимир Осечкин сообщил, что получил «секретный видеоархив» спецслужб, состоящий из 40 гигабайт видеозаписей, фотографий и документов, касающихся пыток и изнасилований в российских тюрьмах. Как утверждается, архив был получен от программиста Сергея Савельева, на протяжении пяти лет сидевшего в тюрьме и имевшего доступ к компьютерам ФСИН в Саратове. Осечкин прокомментировал этот архив, заявив, что «это было организовано государством, должностными лицами ФСИН и ФСБ, которые утверждали пыточные схемы, которые снимали это все, документировали и архивировали», а жертв «потом шантажировали, вербовали, заставляли сотрудничать с оперативным управлением ФСИН и ФСБ, угрожая переводом в касту „униженных“». Часть материала опубликована на официальном Ютьюб-канале Gulagu.net. По материалам Следственный комитет возбудил ряд уголовных дел — о сексуальном насилии и превышении полномочий. Председатель Следственного комитета Александр Бастрыкин дал указание передать уголовные дела о совершении противоправных действий в отношении осужденных в исправительных учреждениях Саратовской области для наиболее полного и объективного расследования в центральный аппарат Следственного комитета России. В российских колониях и изоляторах распространилось «воровское обращение», авторы которого призвали не понижать в иерархии жертв пыток. В декабре 2021 года Следственный комитет открыл 17 уголовных дел по фактам пыток заключённых в местах лишения свободы. По результатам расследования более десяти человек уволены.

### Участие заключённых в войне
После вторжения России на Украину заключённых активно рекрутировали представители ЧВК «Вагнер» для участия в боевых действиях. Глава частной военной компании Евгений Пригожин даже лично приезжал в колонии для вербовки осуждённых. Согласившимся воевать предлагали указом Президента отменить сроки и погасить судимости, а в случае смерти — выплатить по 5 млн рублей родственникам. В январе 2023 года «Русь Сидящая» сообщила, что из завербованных 50 тысяч заключённых на фронте остались только 10 тысяч. Остальные либо погибли, либо дезертировали.
В сентябре 2022 года стали появляться сообщения, что вербовка заключённых для участия проводится под эгидой Министерства обороны в колониях для бывших сотрудников правоохранительных органов. Осуждённым предлагали присоединиться к именному отряду Министерства обороны — батальону «Шторм Z». В феврале 2023 года Пригожин заявил о прекращении набора бойцов среди заключённых. В конце июля стало известно, что ЧВК «Вагнер» после неудачного мятежа распустила всех бывших заключённых по домам. Набором бойцов занималось исключительно Министерство обороны.

### Фальшивые колл-центры
В 2016 году зампред правления Сбербанка Станислав Кузнецов заявил, что до половины всех телефонных мошенников составляют заключённые. На территории учреждений ФСИН располагаются так называемые «колл-центры», через которые пользователи под разными предлогами выманивают у держателя платёжной карты конфиденциальную информацию или стимулируют к совершению определённых действий со своим банковским счётом или платёжной картой. Суммарный доход злоумышленников на 2020 год достигал более 75 млн рублей в месяц. По мнению главы движения «Русь Сидящая» Ольги Романовой, к организации фальшивых колл-центров могли иметь отношение руководители исправительных учреждений и СИЗО, а отдельных заключённых заставляли звонить под угрозой побоев или морения голодом.
16 июля 2020 года в тюрьме «Матросская тишина» были арестованы сотрудники, которые за взятки проносили заключённым сотовые телефоны и SIM-карты, что и позволяло организовать в тюрьме колл-центр из заключённых, занимавшихся телефонным мошенничеством. По данным исследования августа 2020 года, проведённого Сбербанком, из этой тюрьмы было совершено всего 225 звонков мошеннического характера, в то время как из двух других учреждений ФСИН были совершены более 500 и более 600 звонков соответственно. В октябре 2020 года Госдума приняла в первом чтении законопроект, позволяющий блокировать SIM-карты, использующиеся на территории исправительных учреждений. Авторы документа уверены, что новая мера позволит существенно снизить число мошеннических звонков.
В мае 2021 года глава ФСИН Александр Калашников заявил, что call-центров для телефонного мошенничества в колониях не существует. По мнению главы ФСИН, они создаются на свободе теми, у кого есть на это технические средства.

### Захваты заложников
- 16 июня 2024 года пятеро исламских террористов произвели захват заложников в СИЗО Ростова-на-Дону. Террорист Даниил Камнев, выживший при штурме ростовского СИЗО-1, рассказал, что ножи они с сообщниками приобретали за 5 тысяч рублей. Оружие им передавали сотрудники режимного отдела, завернув во флаги с исламскими надписями, причём всё это проносилось в коробках прямо в камеры[226].
- 23 августа 2024 года четверо заключённых произвели захват заложников в ИК-19 в Суровикино, в результате погибло 4 сотрудников и нападавшие. Депутат Госдумы Александр Хинштейн пожаловался на коррупцию в исправительной колонии, где сотрудники продавали боевикам ножи и телефоны, несмотря на возрастающую от таких действий угрозу[227]. Сотрудники ИК № 19 в городе Суровикино могли передавать заключённым ножи и телефоны за вознаграждение[228].

## Санкции
9 декабря 2022 года, на фоне вторжения России на Украину, Канада внесла в санкционные списки ФСИН из-за «грубых нарушения прав человека». Ранее директор ФСИН Аркадий Гостев также был внесён в санкционный список Канады и в список Великобритания за вербовку заключённых в ЧВК «Вагнера». В 2023 году санкции Канады были расширены и в список также был внесён замдиректора ФСИН Александр Матвеенко и Алексей Гиричев.
В июле 2023 года Европейский союз ввёл санкции против главы ФСИН и надзирателей Алексея Навального. Под ограничения попали глава ФСИН Аркадий Гостев и его заместитель Алексей Гиричев, а также начальник ИК-6 во Владимирской области Дмитрий Ножкин и четверо его заместителей: Юрий Фомин, Данила Синюхин, Анатолий Горшков и Дмитрий Макорин. Вместе с ними ЕС наложил ограничения на офицера колонии Михаила Неймовича.

## Пытки над украинцами
В исправительной колонии № 10 в Мордовии ФСИН РФ содержались украинские военнопленные, начиная с начала полномасштабного вторжения РФ в Украину. По свидетельствам бывших украинских пленных, опубликованным в расследовании проекта «Схемы» (Радио Свобода), как минимум в период с февраля 2023 по апрель 2025 года в колонии систематически происходили моральные и физические издевательства. Особое внимание в расследовании уделено фигуре врача, которого заключённые прозвали «Доктором Зло» (Илья Сорокин) — он бил и унижал пленных, а также не оказывал медицинскую помощь, что, по данным авторов, могло привести к гибели нескольких украинцев. 

## Реформы
В 2010 году правительство России объявило о проведении масштабной реформы уголовно-исполнительной системы. Согласно «Концепции развития уголовно-исполнительной системы до 2020 года», к 2016 году в стране должны были остаться только два вида исправительных учреждений — тюрьмы и колонии-поселения. Планировалось, что в тюрьмах будут отбывать наказания только совершившие повторное преступление. В колониях-поселениях — те, кто совершил преступление впервые. При этом колонии-поселения были бы двух видов — с усиленным наблюдением (для опасных преступников) и без (для неопасных). В рамках реформы в России должны были быть перепрофилированы более 700 исправительных учреждений. Также план подразумевал строительство новых 448 тюрем, отвечающих европейским стандартам.
Однако реформа не была воплощена в полной мере, эксперты характеризовали её как «провальную». Ещё на стадии разработки правозащитники и исследователи предупреждали о нереалистичности задуманного проекта ввиду слишком больших материальных затрат. Если Министерство юстиции рассчитывало осуществить проект в течение четырёх лет (с 2013 по 2016) и потратить на это 1,7 трл рублей, то по оценкам экспертов, на это бы ушло 30-40 лет и около 55 трлн рублей. Также создание новых исправительных учреждений подразумевало насильственный перевод около 153 тыс. заключённых, что противоречило российскому законодательству. К 2012 году было перепрофилировано только 13 учреждений из запланированных 721. При этом средства на осуществление реформы не были заложены в государственный бюджет. В 2013 году правительство официально заявило об изменении плана реформы. В 2018 году, после обсуждения возможной передачи ФСИН в ведомство МВД, Совет безопасности России решил, что не будет менять структуру ведомства.
Таким образом, к 2020 году большинство целей первоначальной реформы не было достигнуты. Предложение Минюста добиться сокращения числа заключённых в одной камере так и осталось предложением. Не была достигнута и цель достичь показателя в 4 м² на человека в СИЗО. Несмотря на создание исправительных центров, суды по-прежнему предпочитают назначать реальные сроки наказания, а не отправлять на принудительные работы. Выходящие на волю люди по-прежнему социально дезадаптированы, а доступ к высшему образованию для заключённых ограничен.
В 2020 году Минфин в целях оптимизации расходов предложил объединить в один орган МВД, ФСИН, службу судебных приставов и фельдъегерскую службу, однако МВД выступило против. Не поддержали эту инициативу и правозащитники, заявив, что ведомство, которое ловит преступников и расследует преступления, не должно заниматься их содержанием и исполнением наказания.
В 2021 году Правительство утвердило новую концепцию развития уголовно-исполнительной системы до 2030 года. В рамках документа планируется создание учреждений объединённого типа,
совмещающих в себе СИЗО и все виды режимов содержания осуждённых. Также планируется смягчить условия нахождения в СИЗО: расширить перечень ассортимента товаров для заключенных в магазинах, оснастить камеры СИЗО холодильниками, телевизорами. В феврале 2022 года Министерство юстиции заявило о том, что на базе ФСИН будут созданы службы пробации, в рамках которых заключённых будут привлекать к работе, что в результате приведёт к возможности выйти на свободу условно-досрочно. Также было заявлено о изменении регламентов в условиях содержания осуждённых — расписании прогулок, санитарных нормах, условиях размещения. В феврале 2023 году на рассмотрение в Госдуму был внесён пакет законопроектов, направленных на гуманизацию условий содержания подозреваемых, обвиняемых и осуждённых. Они были разработаны Минюстом в рамках реализации новой реформы. Предложения были одобрены в мае 2023 года. Среди изменений — увеличение возраста детей, которые находятся с матерью в следственном изоляторе или в доме ребёнка, с трёх до четырёх лет. Также для подозреваемых была введена новая мера поощрения — благодарность.
В марте 2023 года Госдума одобрила законопроект, исключающий из списка отягчающих обстоятельств в уголовном кодексе факт службы преступника в органах внутренних дел. В этом же году ФСИН Россия утвердила порядок посещения учреждений системы членами общественных наблюдательных комиссий. Представители ОНК должны будут согласовывать все визиты в колонии и СИЗО, а их беседы с осуждёнными могут прерываться сотрудниками службы по любому подозрительному поводу. Согласно экспертам, новый перечень правил лишает представителей наблюдательных комиссий возможности фиксировать нарушения, превращая их в «пассивных наблюдателей».

## Специальные звания и награды
Гражданам Российской Федерации, проходящим службу в ФСИН, присваиваются специальные звания. Согласно российскому законодательству, лица, не являющиеся военнослужащими, не могут иметь специальные звания или классные чины, аналогичные воинским званиям. Поэтому для сотрудников ФСИН, в соответствии с законом «О воинской обязанности и военной службе», добавляется приставка «внутренней службы».
Приказ Министра юстиции Российской Федерации № 211 от 8 ноября 2007 «О форменной одежде ФСИН России» утверждил знаки различий и форменную одежду, а также порядок её ношения. Специальные звания, установленные по должностям в уголовно-исполнительной системе, присваиваются в соответствии со статьёй 8 Федерального закона от 19 июля 2018 N 197-ФЗ «О службе в уголовно-исполнительной системе Российской Федерации и о внесении изменений в Закон Российской Федерации Об учреждениях и органах, исполняющих уголовные наказания в виде лишения свободы».
Также сотрудники ФСИН могут получить ведомственные медали: Фёдора Гааза, «За доблесть в службе», Михаила Галкина-Враского, «За вклад в развитие уголовно-исполнительной системы России», «Ветеран уголовно-исполнительной системы России», «За отличие в службе».
| Спец. звание | Рядовой внутренней службы | Младший сержант внутренней службы | Сержант внутренней службы | Старший сержант внутренней службы | Старшина внутренней службы | Прапорщик внутренней службы | Старший прапорщик внутренней службы |

| Описание       | Погоны среднего, старшего и высшего начальствующего состава | Погоны среднего, старшего и высшего начальствующего состава | Погоны среднего, старшего и высшего начальствующего состава | Погоны среднего, старшего и высшего начальствующего состава | Погоны среднего, старшего и высшего начальствующего состава | Погоны среднего, старшего и высшего начальствующего состава | Погоны среднего, старшего и высшего начальствующего состава | Погоны среднего, старшего и высшего начальствующего состава | Погоны среднего, старшего и высшего начальствующего состава | Погоны среднего, старшего и высшего начальствующего состава | Погоны среднего, старшего и высшего начальствующего состава |
| Рисунок погона |                                                             |                                                             |                                                             |                                                             |                                                             |                                                             |                                                             |                                                             |                                                             |                                                             |                                                             |
| -------------- | ----------------------------------------------------------- | ----------------------------------------------------------- | ----------------------------------------------------------- | ----------------------------------------------------------- | ----------------------------------------------------------- | ----------------------------------------------------------- | ----------------------------------------------------------- | ----------------------------------------------------------- | ----------------------------------------------------------- | ----------------------------------------------------------- | ----------------------------------------------------------- |
| Спец. звание   | Младший лейтенант внутренней службы                         | Лейтенант внутренней службы                                 | Старший лейтенант внутренней службы                         | Капитан внутренней службы                                   | Майор внутренней службы                                     | Подполковник внутренней службы                              | Полковник внутренней службы                                 | Генерал-майор внутренней службы                             | Генерал-лейтенант внутренней службы                         | Генерал-полковник внутренней службы                         | Генерал внутренней службы Российской Федерации              |